# Дрон-бомбардувальник
Дрон-бомбардувальник, дрон-бомбер або часто бомбер — бойовий безпілотний літальний апарат (ББЛА), зазвичай мультикоптер, призначений для скидання боєприпасів на ворожі цілі (бомбардування). Характерною особливістю таких безпілотників є висока точність (від одного до кількох метрів), оскільки вони зазвичай зависають над ціллю задля скидання снаряда, а деякі навіть пікірують. 
Перше зафіксоване застосування квадрокоптера для скидання боєприпасів здійснене 2016 року бойовиками «Ісламської Держави», після чого ця практика поширилась на інші країни та збройні конфлікти, в тому числі й війну на сході України. Однак масоване застосування розпочалось 2022 року під час російського вторгнення в Україну, в ході якого українські війська застосовують широкий спектр бомберів: від малих комерційних квадрокоптерів типу DJI Mavic 3 з ВОГ-17 чи ручними гранатами та малих FPV-дронів з системами скидання боєприпасів до важких гекса- й октокоптерів, здатних нести по кілька мінометних чи протитанкових мін на відстань до кількох десятків кілометрів. 
Українські важкі бомбери, які активно застосовуються проти росіян у ролі нічних бомбардувальників, отримали широку відомість. Важкість боротьби проти них зробила вселяла страх у російських солдатів, які надали цьому типу дронів спільну назву «Баба-Яга». Крім бомбардування та мінування, такі безпілотники залучаються до логістичних і гуманітарних задач. 

## Історія

### Поява
Однією з важливих передумов стала поява у 2013 році революційного дрона Phantom від китайської компанії DJI. Цей квадрокоптер отримав автоматичне керування польотом і стабілізовану камеру, що дозволило знімати краєвиди операторам без досвіду та тренувань. 

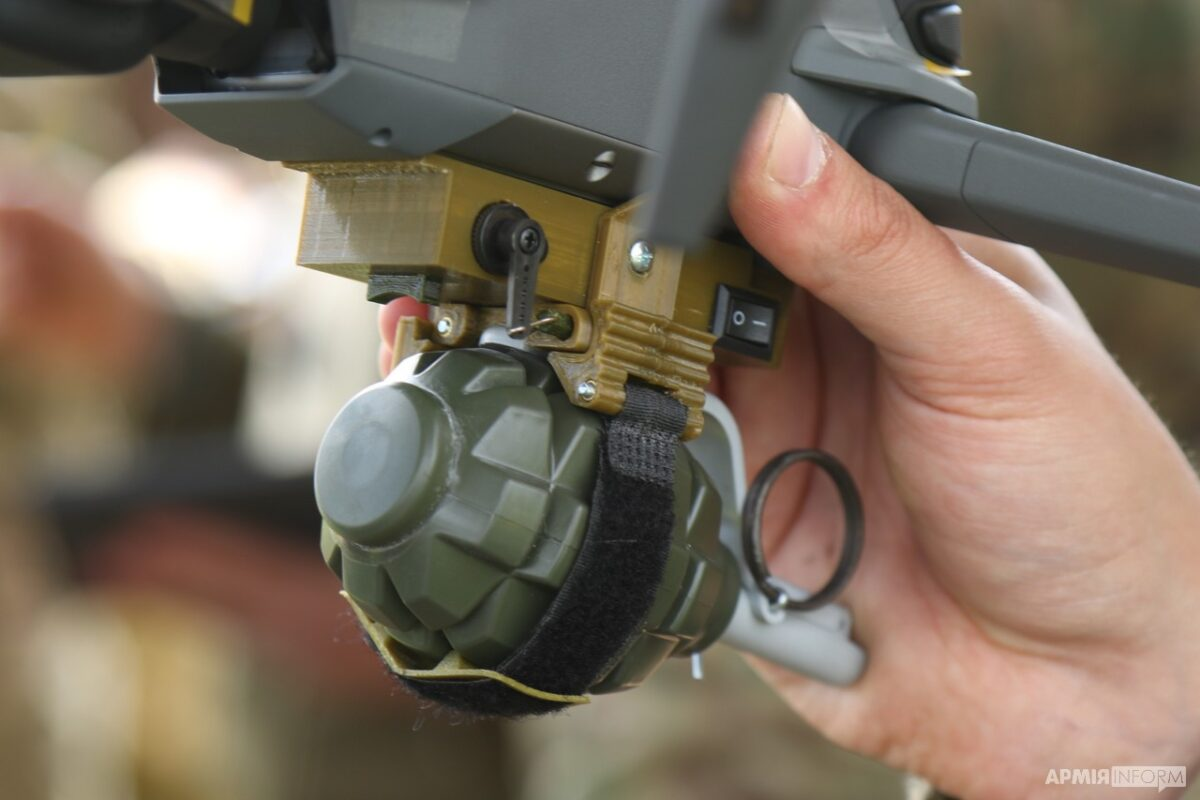
Український квадрокоптер з ручною гранатою та механізмом скидання

З 2016 року зафіксовано скидання бойовиками «Ісламської Держави» саморобних вибухових пристроїв з комерційних квадрокоптерів, як DJI Phantom, і безпілотників літакового типу. Це угруповання масово застосовувало різноманітні вибухові пристрої, серед яких найпопулярнішими були 40-мм гранати стандарту НАТО з відлитими з пластику хвостовими частинами. Відомо про сотні подібних ударів по особовому складу та неброньованій техніці. «Хезболла» заявляла про такі спроможності ще з 2014, задокументовано скидання з безпілотників також було 2016 року, але вона не використовувала їх так масово.
Ця практика поширилась і на інші регіони, включно з Афганістаном, ЦАР, М'янмою, Мексикою та Ліваном. Під час війни на сході України цю практику застосовували військові сили з обох боків. 2019 року вперше зафіксовано використання хвостовика, надрукованого на 3D-принтері. Типовими боєприпасами були «хаттабки» на основі ВОГ-17. Крім виробів DJI, Україна та Росія використовували також ефективніші Autel Evo II. Щобільше, в Україні розробляли спеціалізовані дрони-бомбардувальники та боєприпаси для них. Зокрема, громадська організація «Аеророзвідка» створила дрон R18, що став першими протитанковим мультикоптером-бомбардувальником, надавши цьому виду техніки новий потенціал.

### Російське вторгнення в Україну

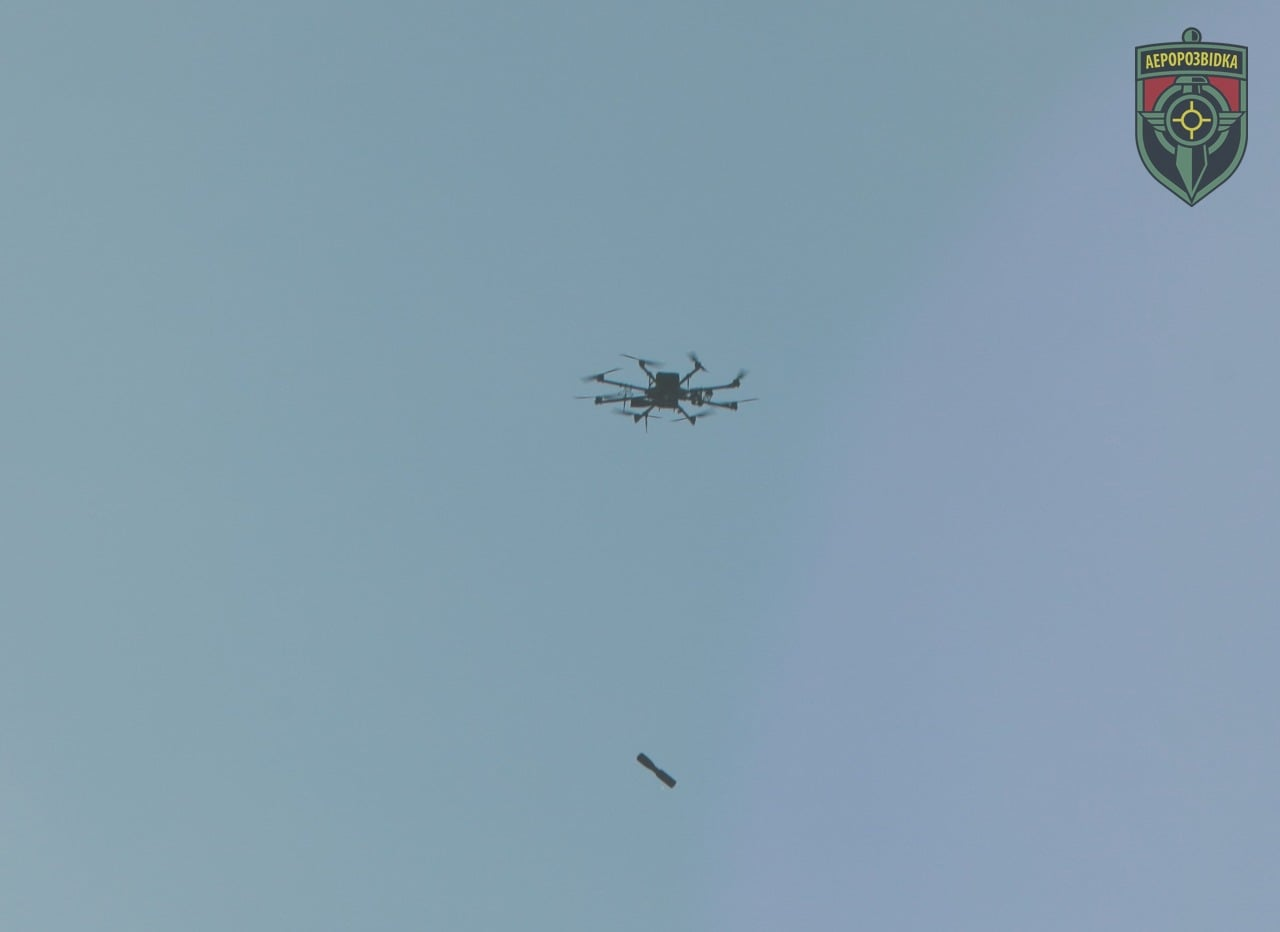
Скидання снаряда з R18

З 2022 року, під час повномасштабного російського вторгнення в Україну, українська армія суттєво масштабувала застосування дронів-бомбардувальників. Протягом 2022 року українські війська активно використовували два типи подібних дронів: невеликі цивільні квадрокоптери, як DJI Mavic 3 з гранатами ВОГ-17 або ручними гранатами, а також важчі октокоптери R18, що типово несли по три 1-кг гранати РКГ-1600, боєголовки від РПГ-7 або гвинтівкові гранати. R18 забезпечували точність від одного до кількох метрів, поступаючись лише зброї з лазерним наведенням й типово застосовувались уночі, скидаючи бомби з висоти в кількасот метрів, часто не даючи росіянам шансу зрозуміти напрямок атаки.
У другій половині 2022 в українських військах з'явилась значно більша кількість різних апаратів та пристроїв для скидання. Наприклад, у липні було помічено DJI Matrice 300 з обертовим контейнером для восьми ВОГ-17, у вересні — квадрокоптер з двома 66-мм гранатометами, спрямованими вниз, у жовтні — Matrice з однією 120-мм міною, у грудні — великий квадрокоптер з шістьма вертикальними контейнерами для 82-мм мін тощо. Крім власних розробок, українці пристосували деяку кількість британських Malloy T-150, а також, можливо, отримали тайванські DronesVision Revolver 860, що можуть нести вісім 60-мм мін.

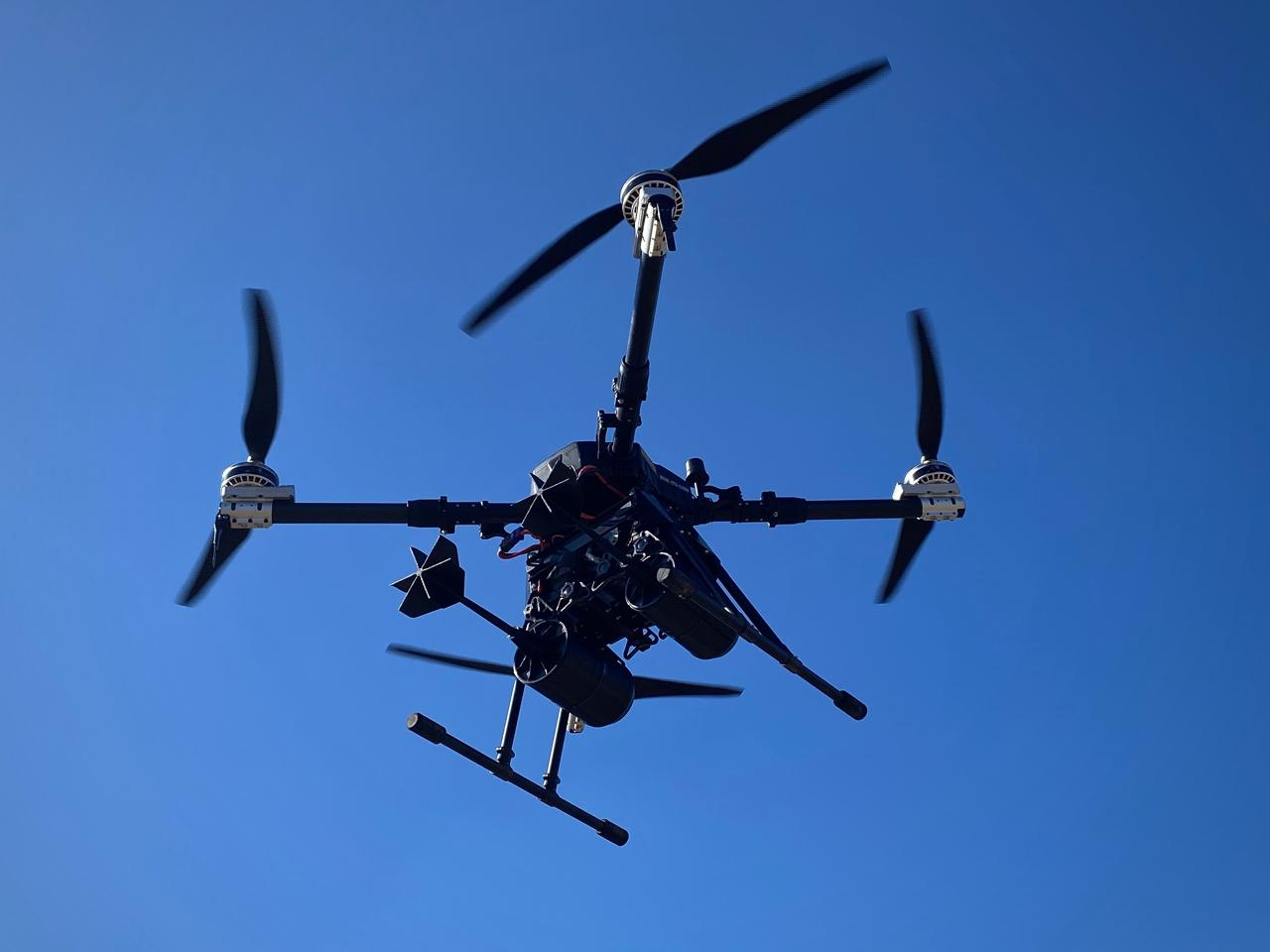
Pegasus Arms 25

Протягом 2023—2024 років Україна наростила свої спроможності в дронах-бомберах. Їхній радіус дії зріс із 3-5 км до 15 та більше, також зросло й навантаження. З'явились такі знані зразки важких бомберів, як «Вампір», «Кажан», «Немезис» та Pegasus Arms 25, які здатні нести понад 10 кг бомбового навантаження на віддаль понад 10-14 км. Їхнє застосування переважно здійснювалось уночі, оскільки ці дрони великі та доволі гучні, а тому вразливі для вогню стрілецької зброї, якщо їх видно. На рахунку цих безпілотників численні цілі в тилу, в тому числі комплекс РЕБ «Борисоглєбськ» вартістю 200 млн доларів США. Крім вогневого ураження, їх також активно застосовували для дистанційного мінування та логістичних операцій. Відомо й про постачання гуманітарної допомоги жителям лівобережжя Херсонщини після підриву Каховської ГЕС росіянами. Також є свідчення про застосування коригованих боєприпасів.
Крім масових важких дронів, з'явились і малі FPV-бомбери, які на відміну від звичайних FPV-камікадзе, обладнані системами скидання бомб і можуть застосовуватись багаторазово. На відміну від інших типів, через специфіку FPV-пілотування, ці дрони не зависають над ціллю, а навпаки — пікірують для бомбардування.

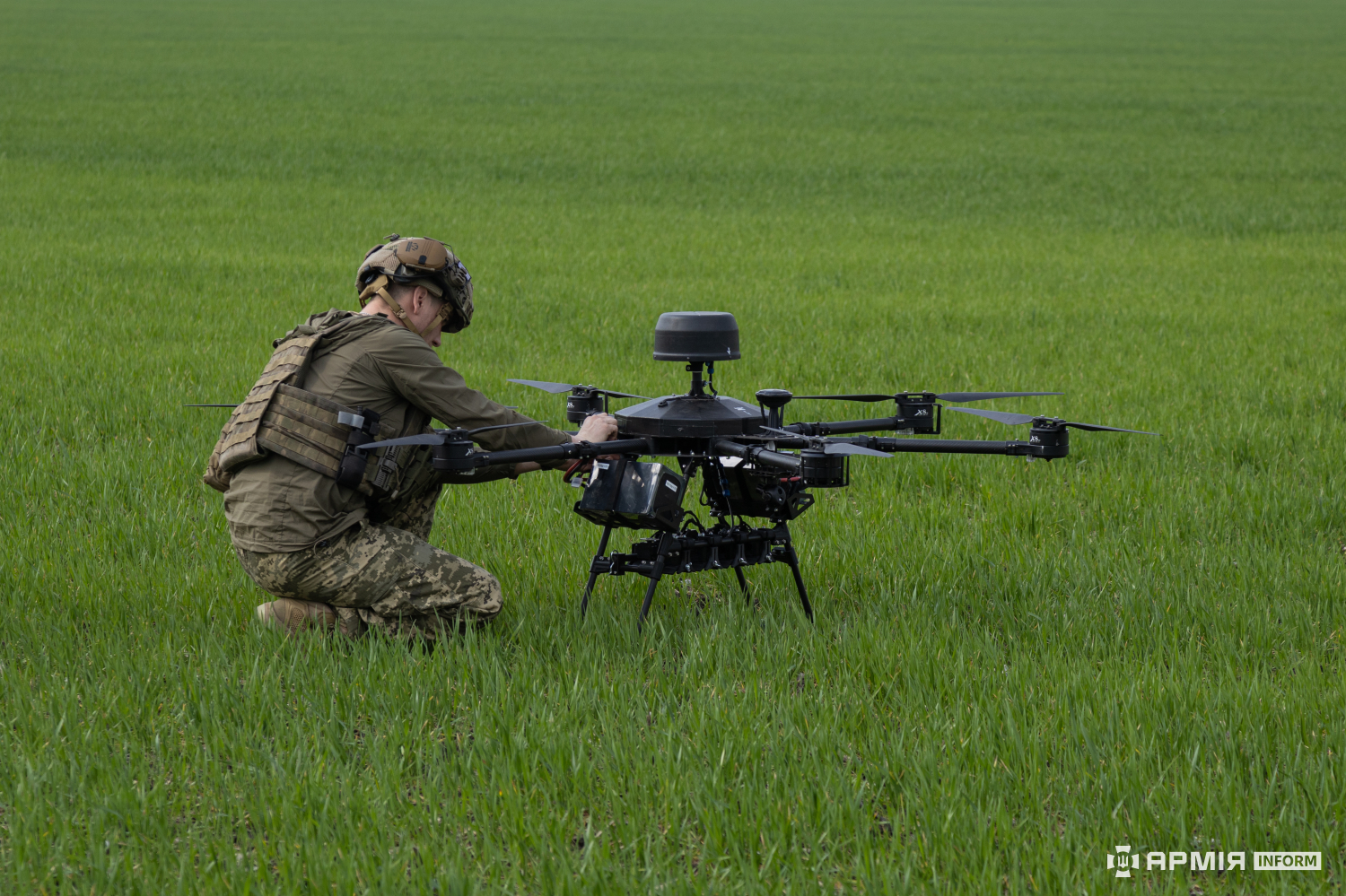
Український Vampire

Важкі нічні бомбери наводили жах на росіян через складність у виявленні та відсутність ефективних засобів протидії. Ще на початку вторгнення вони отримали від них прізвисько «Баба-Яга» на честь фольклорної істоти, що за легендами літала в казані вночі, поїдаючи дітей. Це прізвисько загальне, оскільки зазвичай модель встановити не можна. Вони ефективні завдяки їхній стійкості до РЕБ, забезпеченій автономізацією чи супутниковим зв'язком, наприклад, Starlink. Основними засобами боротьби стали FPV-дрони-перехоплювачі та снайпери з тепловізорними прицілами. Для протидії першим українські військовики почали супроводжувати бомбери меншими безпілотниками.
У січні 2025 року очільник Мінстратегпрому Герман Сметанін повідомив, що за рік оборонна промисловість України виготовила понад 30 тисяч дронів-бомберів. Натомість росіяни, хоч і пробували створювати подібну зброю, однак станом на січень 2025 до масового виробництва не дійшло й Україна зберігала абсолютну першість у цій галузі. Відомі непоодинокі випадки, коли росіяни відновлювали захоплені українські бомбери та ставили до строю.

### Інші країни та конфлікти
На початку 2024 року ССО Азербайджану оприлюднило тренування з китайськими квадрокоптерами Swellpro Splash Drone 4, пристосованими до скидання 82-мм міни.